# نسير بن ثور العجلي
نُسير بن ديسم بن ثور عرجفة بن محلّم بن هلال بن ربيعة العجلي (من بني عجل).  له صحبة. شارك في فتوح العراق في عهد عمر بن الخطاب، ومنها معركة القادسية، كما فتح قلعة نهاوند.
يُنسب إليه قوله:«لَقَدْ عَلِمَتْ بِالقَادِسِيَّةِ أنَّنِي صَبُورٌ عَلَى اللأوَاءِ عَفُّ المَكَاسِبِ».